# Belminus
Belminus es un género de chinches hematófagas y hematolínfagas (depredadoras, que consumen hematolinfa) incluido en la subfamilia Triatominae, que a su vez pertenece a la familia Reduviidae. El género, que fue descripto por primera vez por el entomólogo sueco Carl Stål en 1859, cuenta con ocho especies distribuidas por diferentes regiones de América Central y del Sur. Algunas de dichas especies son potenciales transmisoras del parásito Tripanosoma cruzi que puede causar la Enfermedad de Chagas. Algunas especies de este género, como por ejemplo Belminus ferroae, depredan sobre cucarachas.

## Especies
El género contiene las siguientes especies:
- Belminus corredori Galvão y Angulo, 2006
- Belminus costaricensis Herrer, Lent y Wygodzinsky, 1954
- Belminus ferroae Sandoval et al., 2007
- Belminus herreri Lent y Wygodzinsky, 1979
- Belminus laportei Lent, Jurberg y Carcavallo, 1995
- Belminus peruvianus Herrer, Lent y Wygodzinsky, 1954
- Belminus pittieri Osuna y Ayala, 1993
- Belminus rugulosus Stål, 1859